# Atropus indyjski
Atropus indyjski (Atropus atropos) - gatunek ryby z rodziny ostrobokowatych.

## Występowanie
Ocean Indyjski oraz zach. Pacyfik. Na płn. sięga po Prefekturę Mie w Japonii.
Zazwyczaj spotykany w płytkich, przybrzeżnych wodach.

## Cechy morfologiczne
Osiąga max. 26,5 cm długości. Ciało krótkie, wysokie, bocznie spłaszczone. przednia część grzbietu wyraźnie wypukła. Otwór gębowy przedni. Wzdłuż linii bocznej występują tarczki. Na pierwszym łuku skrzelowym 29 - 32 wyrostki filtracyjne, 8 - 9 na górnej i 21 - 23 na dolnej części. W płetwie grzbietowej 9 twardych i 21 - 22 miękkie promienie, w płetwie odbytowej 3 twarde i 17 - 18 miękkich promieni. Płetwy brzuszne, umiejscowione przed początkiem płetwy grzbietowej, są charakterystycznie wydłużone, mogą być chowane do podłużnego rowka na brzuchu. U dorosłych samców środkowe miękkie promienie płetwy grzbietowej i odbytowej wydłużone. 
Ubarwienie srebrzyste. Płetwy brzuszne czarne.

## Odżywianie
Zjada głównie krewetki, widłonogi, dziesięcionogi i małe ryby.

## Znaczenie
Nie ma większego znaczenia.